# Monty Hallův problém

Hráč hledající auto vybere dveře číslo 1. Moderátor pak otevře dveře číslo 3, za kterými je koza, a nabídne hráči možnost vybrat si dveře číslo 2 místo dveří číslo 1.

Monty Hallův problém, také známý jako Monty Hallova úloha nebo problém tří dveří je pravděpodobnostní hádanka volně založená na americké soutěžní show Let's Make a Deal. Jméno dostala podle moderátora soutěže Montyho Halla. Problém zpopularizovala v roce 1990 Marilyn vos Savantová v nedělním magazínu Parade.
Místo problém se někdy používá označení Monty Hallův paradox, o paradox se přesto nejedná, pouze řešení hádanky je neintuitivní.

## Zadání
Veskrze poctivý moderátor umístil soutěžní cenu – auto – právě za jedny ze tří dveří. Za každými ze zbývajících dveří je cena útěchy – koza. Úkolem soutěžícího je zvolit si jedny dveře. Poté moderátor otevře jedny ze dvou zbývajících dveří, ale jen ty, za nimiž je koza. Teď má soutěžící možnost buď ponechat svou původní volbu, nebo změnit volbu na zbývající dveře. Soutěžící vyhrává cenu, která je za dveřmi, které si nakonec zvolil. Soutěžící nemá žádné předchozí znalosti, které by mu umožnily odhalit, co je za dveřmi.
Nechť soutěžící nejprve zvolí dveře číslo 1. Nechť moderátor otevře dveře číslo 3, za kterými je koza. Zvýší se šance na výhru auta, pokud soutěžící změní volbu na dveře číslo 2?

## Řešení
Odpověď zní ano, šance na výhru auta je dvojnásobná, pokud soutěžící změní svou volbu, než když ponechá volbu původní. Důvodem toho je, že pro výhru auta při strategii ponechání původní volby je nutno hned na začátku vybrat dveře, za kterými je auto, což je jedna možnost ze tří. Naproti tomu pro výhru auta při strategii změny volby je nutno na začátku vybrat dveře, za kterými je koza, což jsou dvě možnosti ze tří.
V okamžiku, kdy je soutěžící dotázán, zda chce změnit svou volbu, mohly nastat tři situace odpovídající původní volbě soutěžícího, každá s třetinovou pravděpodobností:
- Soutěžící původně zvolil dveře ukrývající kozu číslo 1. Moderátor otevře dveře se zbývající kozou.
- Soutěžící původně zvolil dveře ukrývající kozu číslo 2. Moderátor otevře dveře se zbývající kozou.
- Soutěžící původně zvolil dveře ukrývající auto. Moderátor otevře dveře s jednou z koz.

Pokud se soutěžící rozhodne pro změnu volby, vyhrává auto v prvních dvou případech. Hráč ponechávající původní volbu vyhrává pouze ve třetím případě. Šance na výhru při změně je tedy 2/3, neboli soutěžící dodržující strategii změny vyhrává auto v průměru ve dvou ze tří her.

## Porozumění řešení
Nejčastější námitka k řešení je názor, že při určování pravděpodobnosti lze z různých důvodů zanedbat minulost. Proto jsou první volba dveří i moderátorova vynucená reakce zanedbány. Protože na výběr zbývají dvoje dveře, mnoho řešitelů dojde k závěru, že pravděpodobnost výhry je padesát na padesát.
Ačkoliv zanedbání minulosti funguje pro některé hry, například hod mincí, není to pravidlem. V našem případě můžeme zanedbat první otevření dveří. Soutěžící volí mezi původně vybranými dveřmi a zbylou dvojicí – otevření jedněch z nich je pouze úskok. Auto je pouze jedno. Původní volba rozděluje možné umístění auta mezi dveře vybrané soutěžícím (pravděpodobnost 1/3) a zbylou dvojicí (pravděpodobnost 2/3). Je již známo, že alespoň za jedněmi z této dvojice dveří je koza. Odhalení kozy za jedněmi z nich proto nepřidává soutěžícímu žádnou dodatečnou informaci o jím vybraných dveřích. Odhalení nezmění dvoutřetinovou pravděpodobnost toho, že auto je v prostoru dvojice dveří.
Další možný důvod pro zmatení je, že úloha je často zadána jako by moderátor soutěžícího překvapil otevřením dveří a nabídkou změnit původní volbu. Toto může vyvolat dojem, že moderátor se pokouší zmást soutěžícího, který si vybral správně, a že soutěžící neznal pravidla předem. Pokud soutěžící neznal pravidla předem, pravděpodobnost v konkrétním případě se nezmění, avšak soutěžící nemůže provést optimální volbu, neboť dopředu neví, podle kterých pravidel hraje. Proto je nutné v zadání uvést, že moderátor sdělí soutěžícímu pravidla předem.
Vyskytly se spekulace, že jedním z důvodů neintuitivnosti Monty Hallova problému je to, že v podobných situacích očekáváme podvod. Pokud je moderátor podvodník a otevře dveře pouze, pokud soutěžící původně zvolil správně, pak by po otevření dveří soutěžící neměl nikdy měnit své rozhodnutí.

### Zvýšení počtu dveří
K pochopení řešení může být snazší uvažovat sto dveří namísto tří. V tomto případě je za 99 z dveří koza a jedny dveře s autem. Soutěžící si zvolí dveře, v 99 % případů za nimi bude koza. Šance zvolit napoprvé správné dveře je minimální, pouze 1 %. Moderátor poté otevře 98 z ostatních dveří, za nimiž jsou kozy a nabídne soutěžícímu změnit volbu na jediné další neotevřené dveře. V 99 případech ze 100 tyto dveře ukrývají auto, neboť v 99 případech ze 100 soutěžící původně zvolil kozu. V tomto případě je velmi výhodné volbu změnit.
Tento přístup má ale háček: pokud zvýšíme počet dveří, proč toto vysvětlení předpokládá, že moderátor má otevřít 98 dveří aby byl problém podobný původnímu. Proč místo toho neotevře 33 dveří? To je ve skutečnosti podstata neintuitivnosti původního problému. Je správné v této variantě předpokládat, že moderátor otevře 98 dveří, protože soutěžící v původní variantě má pouze jednu možnost změny rozhodnutí – proto i ve variantě se 100 dveřmi musí být také pouze jedna možnost změny. Varianta se 3 dveřmi je matoucí, neboť soutěžícímu je stále podsouván zlomek 1/3: možnost výhry je 1/3, moderátor odhalí 1/3 tajemství a soutěžící má právo zvolit zbývající 1/3 – všechny možnosti vypadají rovnocenné.
I pokud jsou otevřeny pouze jedny ze 100 dveří, změna volby přesto zvyšuje naději na výhru. Pravděpodobnost 99/100, že auto není za zvolenými dveřmi, se distribuuje rovnoměrně mezi 98 dveří poté, co moderátor odhalí kozu. Za každými ze zbylých 98 dveří je auto s pravděpodobností 99/9800, proto změnou volby soutěžící mírně zlepší svou naději na výhru z 0,01 o více než 1 % (99/98) na o něco více než 0,0101.

### Vennův diagram
Pravděpodobnost, že auto je za zbývajícími dveřmi, lze vypočítat užitím Vennova diagramu. Například při volbě dveří číslo 1 má soutěžící pravděpodobnost 1/3, že zvolil dveře, za kterými je auto, ponechávaje 2/3 pro zbývající dvojici dveří, jak vidíme vpravo. S určitostí je koza za alespoň jedněmi z dvojice zbývajících dveří, protože máme jen jedno auto.
Moderátor teď otevře dveře číslo 3. Protože však musí vždy odhalit kozu, otevření těchto dveří neovlivní pravděpodobnost, že auto je za původně zvolenými dveřmi, která zůstává 1/3. Auto není za dveřmi číslo 3, proto celá pravděpodobnost 2/3 dvou nezvolených dveří přechází na dveře číslo 2, jak vidíme vlevo. Jinak řečeno, pokud auto je za dveřmi 2 nebo 3, otevřením dveří číslo 3 moderátor odhaluje, že musí být za dveřmi číslo 2.

### Rozhodovací strom

Stromová reprezentace všech možných výsledků

Formálně lze situaci zobrazit rozhodovacím stromem.
V prvních dvou případech, kdy soutěžící zvolil kozu, změnou volby vyhrává auto (bez změny ze 2/3 nevyhrává). V případě, že zvolil auto (1/3), změnou dostane kozu (třetí a čtvrtý postup v grafu).
Celková pravděpodobnost, že změnou vyhraje, je rovna součtu pravděpodobností prvních dvou jevů, {\displaystyle {1 \over 3}+{1 \over 3}={2 \over 3}}. Podobně pravděpodobnost výhry s původní volbou je {\displaystyle {1 \over 6}+{1 \over 6}={1 \over 3}}.

### Kombinování dveří
Namísto otevírání jedněch prohrávajících dveří, čímž jsou tyto vyřazeny z možných kandidátů, můžeme stejně tak uvažovat kombinování dvou dveří do jedněch, to jest brát dvoje dveře, které nebyly vybrány, jako jedinou možnost, neboť soutěžící si stejně otevřené dveře nemůže a ani nechce vybrat. V podstatě to znamená, že soutěžící má možnost držet se původní volby (pravděpodobnost 1/3), nebo si vybrat součet obsahů dvou dalších dveří (pravděpodobnost 2/3). Všimněme si, jakou roli hrají předpoklady – změna odpovídá součtu obsahů, protože moderátor je povinen otevřít dveře ukrývající kozu.

### Bayesova věta
Analýza problému pomocí Bayesovy věty má nejdále k zadání úlohy a nejblíže k formální matematice. Také výslovně uvádí účinky dřívějších předpokladů. Uvažujme situaci, kdy dveře číslo 3 byly zvoleny a žádné dveře nebyly otevřeny; pravděpodobnosti P(A1), P(A2) a P(A3), že auto je po řadě za dveřmi číslo 1, 2 a 3, jsou všechny rovny 1/3. Pravděpodobnost, že moderátor otevře dveře číslo 1, P(O1), je 1/2:
{\displaystyle P(O1)=P(A1)\times P(O1|A1)+P(A2)\times P(O1|A2)+P(A3)\times P(O1|A3)}
{\displaystyle ={\frac {1}{3}}\times 0+{\frac {1}{3}}\times 1+{\frac {1}{3}}\times {\frac {1}{2}}={\frac {1}{2}}}
Pokud je auto za dveřmi číslo 1, moderátor tyto dveře nikdy neotevře; pokud je auto za dveřmi číslo 2, moderátor určitě otevře dveře číslo 1; a pokud je auto za dveřmi číslo 3, otevře každé ze zbývajících dveří s pravděpodobností 1/2. Tedy pravděpodobnost, že auto je za dveřmi číslo 2 za podmínky, že moderátor otevřel dveře číslo 1, je podle Bayesovy věty:
{\displaystyle P(A2|O1)={\frac {P(O1|A2)\times P(A2)}{P(O1)}}={\frac {1\times {\frac {1}{3}}}{\frac {1}{2}}}={\frac {2}{3}}}
Stejným postupem nalezneme P(A1|O2) také jako 2/3.